# Municipio Filadelfia
Das Municipio Filadelfia (auch: Arroyo Grande) ist ein Verwaltungsbezirk im Departamento Pando im Tiefland des südamerikanischen Anden-Staates Bolivien.

## Lage im Nahraum
Das Municipio Filadelfia ist eines von drei Municipios der Provinz Manuripi und umfasst deren westlichen Bereich. Es grenzt im Westen an die Republik Peru, im Süden an das Departamento La Paz, im Osten an das Municipio Puerto Rico und im Norden an die Provinz Nicolás Suárez: von Osten nach Westen an das Municipio Bella Flor, das Municipio Porvenir und das Municipio Bolpebra.
Das Municipio erstreckt sich zwischen etwa 11° 28' und 12° 29' südlicher Breite und 68° 00' und 69° 15' westlicher Länge, seine Ausdehnung von Westen nach Osten und von Norden nach Süden beträgt bis zu 140 Kilometer.
Das Municipio umfasst 67 Gemeinden (localidades), der zentrale Ort des Municipios ist die Comunidad Filadelfia mit 368 Einwohnern (Volkszählung 2012) am Nordrand des Municipios.

## Geographie
Das Municipio Filadelfia liegt im bolivianischen Teil des Amazonasbeckens, den Ausläufern der peruanischen Cordillera Oriental nordöstlich vorgelagert, im feuchtheißen Tropenklima der Äquatorialzone.
Die mittlere Durchschnittstemperatur der Region liegt bei knapp 26 °C und schwankt sowohl im Jahres- wie im Tagesverlauf nur unwesentlich, allein in den trockenen Wintermonaten von Juni bis August liegt sie aufgrund der nächtlichen Wärmeabstrahlung bei offener Wolkendecke geringfügig niedriger (siehe Klimadiagramm Porvenir). Der Jahresniederschlag beträgt etwa 1.900 mm und weist während der Regenzeit über mehr als die Hälfte des Jahres Monatswerte zwischen 150 und 300 mm auf, nur in der kurzen Trockenzeit von Juni bis August sinken die Niederschläge auf Monatswerte unter 50 mm.

## Bevölkerung
Die Bevölkerungszahl des Municipio Filadelfia ist zwischen 1992 und 2024 auf das Dreieinhalbfache angestiegen:
| Jahr | Einwohner | Quelle       |
| ---- | --------- | ------------ |
| 1992 | 2373      | Volkszählung |
| 2001 | 3145      | Volkszählung |
| 2012 | 5756      | Volkszählung |
| 2024 | 7941      | Volkszählung |

Die Bevölkerungsdichte bei der letzten Volkszählung von 2024 betrug 0,67 Einwohner/km², der Alphabetisierungsgrad bei den über 6-Jährigen hat sich von 73,8 Prozent (1992) auf 84,4 Prozent (2001) verbessert. Die Lebenserwartung der Neugeborenen im Jahr 2001 betrug 61,4 Jahre, die Säuglingssterblichkeit hatte sich von 8,7 Prozent (1992) auf 7,4 Prozent im Jahr 2001 verbessert.
97,7 Prozent der Bevölkerung sprechen Spanisch, 1,3 Prozent sprechen Quechua und 0,7 Prozent sprechen Aymara. (2001)
87,6 Prozent der Bevölkerung haben keinen Zugang zu Elektrizität, 33,4 Prozent leben ohne sanitäre Einrichtung. (2001)
60,0 Prozent der insgesamt 590 Haushalte besitzen ein Radio, 3,2 Prozent einen Fernseher, 28,8 Prozent ein Fahrrad, 9,5 Prozent ein Motorrad, 2,4 Prozent ein Auto, 1,0 Prozent einen Kühlschrank, und 0 Prozent ein Telefon. (2001)

## Politik
Ergebnis der Regionalwahlen (concejales del municipio) vom 4. April 2010:
| Wahl- berechtigte |  | Wahl- beteiligung | gültige Stimmen |  | MAS-IPSP | CP     | P.A.S.O. |
| ----------------- |  | ----------------- | --------------- |  | -------- | ------ | -------- |
| 1.726             |  | 1.505             | 1.178           |  | 484      | 409    | 285      |
|                   |  | 87,2 %            | 78,3 %          |  | 41,1 %   | 34,7 % | 24,2 %   |

Ergebnis der Regionalwahlen (elecciones de autoridades políticas) vom 7. März 2021:
| Wahl- berechtigte |  | Wahl- beteiligung | gültige Stimmen |  | MTS     | MAS-IPSP | CID     | PASO   | P.S.T. |
| ----------------- |  | ----------------- | --------------- |  | ------- | -------- | ------- | ------ | ------ |
| 4.261             |  | 3.739             | 3.236           |  | 1.433   | 1.135    | 393     | 188    | 70     |
|                   |  | 87,75 %           | 86,55 %         |  | 44,28 % | 35,04 %  | 12,14 % | 5,81 % | 2,16 % |

## Gliederung
Das Municipio Filadelfia besteht aus den folgenden drei Kantonen (cantones):
- 09-0203-01 Kanton Arroyo Grande (Filadelfia) – 34 Gemeinden – 2.739 Einwohner (2001: 1.217 Einwohner)
- 09-0203-02 Kanton San Miguelito – 12 Gemeinden – 1.476 Einwohner (2001: 661 Einwohner)
- 09-0203-03 Kanton Chivé – 21 Gemeinden – 1.541 Einwohner (2001: 1.277 Einwohner)

## Ortschaften im Municipio Filadelfia
- Kanton Arroyo Grande
  - Filadelfia 368 Einw. – Buyuyo 158 Einw. – Empresiña 157 Einw.

- Kanton San Miguelito
  - Soberanía Bella Vista 387 Einw. – Holanda 132 Einw. – Espíritu 126 Einw. – San Silvestre 27 Einw.

- Kanton Chivé
  - Chivé 463 Einw. – Curichon 238 Einw. – Luz de America 205 Einw. – Florida 184 Einw. – San Antonio del Chivé 109 Einw.